# Повстання в Кайтаго-Табаранському окрузі (1866)
Повстання в Кайтаго-Табаранському окрузі в 1866 — повстання дагестанців Кайтаго-Табасаранського округу проти російської влади. Опір рух був швидко і жорстко придушений через слабку підготовленість і недосвідченість гірських повстанців.

## Причини
Кайтаго-Табасаранський округ у складі Дагестанської області було створено 1860 року. Основну частину населення становили даргинці (23,8 %), кайтагці (18,6 %), табасарани (17,3 %), кумики (15,3 %) та азербайджанці (14,3 %). Повстання проходило у гірській частині округу, через що торкнулося лише даргіно-кайтазької та табасаранської частини населення.
У червні 1866 року царська адміністрація розпочала реформи місцевого управління в Кайтаго-Табасаранському окрузі. Важливою частиною цього заходу було усунення полковника Ахмед-хана — представника роду спадкових правителів — уцміїв Кайтага, замість якого призначався російський військовий чиновник.
Кілька джибахнінців зібрали таємну нараду з жителями інших даргинських селищ округу і склали 2 липня відозву «Від кайтагського джамаату до всього мусульманського і правовірного населення», яке вони поширили в навколишніх громадах-Шуркант, Каттаган, Іцарі і Урчамул, де вони закликали 3 липня зібратися біля с. Міжіглі.
На цих зборах ватажки заявили:
|  | Росіяни нещодавно обклали нас податтю, тепер прогнали нашого уцмія Ахмед-хана і самі сіли в священному місці Маджалісі. Таким чином, вони поступово дійдуть до того, що зовсім нас знищать, оскільки незабаром нас хочуть обеззброїти, тому нам потрібно показати свою силу і вигнати росіян з Маджаліса, для чого необхідно без зволікання йти туди і знищити всіх росіян, які перебувають у Маджалісі, відновити уцміївський дім, а якщо Ахмед-хан не захоче знову нами керувати, то ми для цього запросимо Амір-Чобана (прапорщика Амір-Чобана - племінника колишнього правителя Кайтага полковника Ахмед-хана). |

Також було складено звернення до мусульман Дагестану, яке зачитувалося перед джамаатами Кайтага та інших регіонів.
Авторами звернення були Араб-хан і Мірза-Алі-Курбан з Джибахні та Магомед з Харбука.

## Повстання

### Напад на Маджаліс
4 липня 1866 року повсталі попрямували до Маджалісу — центру округу, о 8 годині ранку атакували будинок окружного управління і спробували зайняти селище. Їх зустріли вогнем стрілецькою ротою 17-го Кавказького лінійного батальйону, а також самими жителями Маджаліса. Взяття було запобігло швидким діям командувача військ у Південному Дагестані генерала М. Джемарджідзева. Генерал, дізнавшись про повстання, прибув із Дербента зі стрілецькою ротою солдатів 15-го Кавказького лінійного батальйону.
Повстанці втратили одну людину вбитою та кількома пораненими.
Швидкими темпами було сформовано міліцію з місцевого населення. З Дешлагара, Дербента і Темір-Хан-Шура на допомогу відправили піхоту.

### Друге зіткнення
5 липня повстанці зібрали у селі Баршамай нараду. Одна частина хотіла продовжити, інша — припинити повстання через його безперспективність.
При отриманні звістки про рух колони російських військ у бік Маджаліса, «один із призвідників енергійно промовою встиг розпалити осіб 200, які спустилися до річки … і відкрили стрілянину по ротах». У зіткненні повстанці втратили 2 людей убитими і 5 людей пораненими.

### Напад на Самурський полк
Вночі 6 липня повсталі атакували піхотинців Самурського полку. 2-й батальйон полку рухався до Маджалісу зі штаб-квартири в Дешлагарі. Коли колона знаходилася всього за 4 версти від Маджаліса, стало темно. Іти через ліс було ризиковано, через що полковник Солтан вирішив влаштувати бівака до світанку.
|  | Глибокої ночі натовпи кайтагців тихо підкралися і з диким гіком кинулися на бівак, але тут запобіжних заходів було вжито, і батальйон, швидко перебудувавшись, молодецьки відбив горців. |

Один унтер-офіцер загинув, 4 унтер-офіцера та рядових було поранено, «бунтівникам це коштувало великих втрат».
6-го числа відбулася чергова рада наради повстанців. Надіслані окружним начальником агенти внесли розкол серед повстанців.
Два дні після цього повстанці зрідка вступали у перестрілки з військами. Поступово в Маджалісі до 13 липня зібрали: 2 батальйони і рота стрільців Самурського піхотного полку, 21-й стрілецький батальйон, батальйон і рота стрільців Апшеронського полку, стрілецький батальйон і 300 Дагестанського піхотного полку, дивізіон і два взводи артилерії 21-ї артилерійської бригади, а також міліція з Темір-Хан-Шуринського, Казі-Кумухського та Гунібського округів. За іншими даними, у Кайтазі було сконцентровано 30 рот піхоти з 8 гарматами, 45 кінних та піших сотень з усієї Дагестанської області. Міліція рушила до Кайтаго-Табасаранського округу з боку Даргінського округу, спустившись з гір у тил до повстанців.
Повстанці зрозуміли, що вони не мають сил для опору. «Зосередження військ і попередження начальства не справляли належного впливу на бунтівників, тоді командувач військами вважав за необхідне рушити в глиб країни для покарання жителів, що обурилися, і відновлення порядку». Лише близькі до Маджалісу товариства Кайтага надсилали своїх представників для «виявлення покірності».

### Придушення повстання
16 липня загін каральних військ виступив до селища Карацан « для покарання мешканців та відновлення там порядку». Від табору в Карацані окремі експедиції пройшли в Джибахні та по всьому Кара-Кайтагу.
25 липня війська повернулися до Маджалісу і 28-го вирушили до Верхнього (Гірського) Кайтагу.
Дійшовши до селища Кища та Харбук, війська 1 серпня повернулися до місця базування та 3 серпня вирушили до с. Шиляги — «це постійне гніздо обурення, яке ще хвилювалося, голосно висловлюючи своє незадоволення».
Якщо зазвичай під арешт потрапляли лише окремі учасники повстання, то у Шиляги заарештували всіх мешканців, селище було повністю зруйноване 4 серпня. В результаті каральної експедиції кілька селищ було розорено вщент.

### Інші райони
Повстання знайшло дійшло окремих громад Аварського округу. Ініціатори виступу на чолі з гімринцем Габізат-Магомою (двоюрідним племінником імама Шаміля), зв'язалися з жителями селищ Ерпелі, Каранай, Унцукуль та Ашільта. Про повстання, що готується, донесли адміністрації. Провідник із 6 людьми з сімействами були вислані до Сибіру і кілька десятків сімейств у внутрішні губернії Росії. Місцевий виступ запобігли швидким зборам міліції та звістці про закінчення повстання в Кайтазі.
Повстання також знайшло відгук у найближчих сусідів у Табасарані. Гасік брав безпосередню участь у Кайтазькому повстанні. До Табасарану відправили великі війська, які розташувалися табором біля села.
19 серпня у цей табір викликали мешканців прилеглих селищ. Керівники гасикських повсталих прибули без вогнепальної зброї та шашок. Військовий начальник М. Джемарджідзев спробував заарештувати окремих жителів Нижнього Гасика — «шихів Мамая, Бая та Керіма». Гасікци з кинджали напали на генерала і вбили його. Було поранено також ще 20 осіб, 5 убито. Нападники втратили 28 людей убитими та дещо пораненими. Серед убитих були і Мамай та Керім. На покарання за цей напад с. Нижній Гасик було зруйновано вщент 24 і 25 серпня. У подіях 19 серпня «ніхто з жителів Табасарані, окрім гасікців, не брав ворожої нам участі, а навпаки, … надавав належне сприяння в затриманні їх як у той час, так і після, коли гасікцям удалося втекти з аулу й сховатися в лісах, де вони після опору були змушені здатися».
Деякі повстанці продовжували боротьбу. Гасікци, що напали на генерала, чинили опір на чолі з Баєм аж до 1 лютого наступного 1867, поки він не був убитий в перестрілці при спробі затримання в одній печері.

## Суд, наслідки
Заарештовані повсталі були зібрані в Дербенті, де робили розгляд їх справ. Частину визнали невинними та відпустили, частину — покарали.
25 липня головні керівники повстанського руху Уса-Кадій, Мірза-Алі-Курбан та Маргу Мірза-бек у присутності жителів Кайтага були повішені. За локальними джерелами, стратили Ісу ал-Карталі, Мірзу ал-Машадді і Мірзаалі ал-Джибахні із селищ Карталай, Машати та Джибахні. Учасників посилали до Сибіру, заарештовували на терміни від 2-х до 5-ти років, відправляли на поселення у внутрішні губернії Росії під нагляд поліції на певний час. У Сибір були заслані Ісмаїл-каді з Карталаю; Ібрагім-каді та Магомед-каді з Харбука; Араб-хан із Джибахні.
На всіх мешканців округу було накладено штраф. Серед засланих були окремі вихідці з селищ: Баршамай, Карталай, Харбук, Джинабі, Міжиглі, Джавгат, Кулегу, Джибагні, Куліджі, Машати, Бажлук, Абдашка, Пілякі. Частина з них померла далеко від батьківщини. Переважну кількість посилань складали уродженці Шиляги. Після руйнування їхнього селища вони були конвойовані в Дешлагар. 10 серпня їх у числі 185 осіб у складі 38 сімей відправили по етапу до Хасавюрту. По дорозі 20 шилягінців захворіли на холеру, і їх було вирішено відправити морем. Виправдовуючи висилку шилягінців, начальник Дагестанської області писав:
|  | Руйнування селища Шиляги, відомого з давніх-давен своїм бунтівним духом, - мали наслідки: повну покірність і повний послух місцевій владі колишніх вільних кайтазьких і табасаранських спільнот, які так нещодавно ще прагнули відновити колишню свою незалежність. |

Висланих із Шиляги поселили у селі Ново-Олександрівка Братської волості Єлисаветградського повіту Херсонської губернії.
29 березня 1883 р. у Дербенті шилягинець Шехай-Ібрагім від імені своїх засланців односельців написав прохання командувачу військ Кавказького округу Дондукову-Корсакову з проханням про повернення тих додому. Він вказує, що заслали 220 шилягінців, з яких зараз живими залишилося менше 50 з небагатьом народжених на місці. Окремі учасники повстання (18 осіб) з дозволу начальства повернулися на батьківщину у 1868—1880 роках. Повне повернення стало можливим завдяки маніфесту імператора Олександра III, який дарував свободу засланцям через сходження на престол у 1883 році. Архівні дані дозволяють зробити висновок про, як мінімум, посилання на 239 кайтагців, з яких 185 були з Шиляги, 54 з інших сіл, при цьому інформація неповна. Нічого не відомо про долю гасикців, і про те, яке покарання вони зазнали, крім знищення їхнього селища. В одному з арабомовних джерел вказується, що жителів Нижнього Гасика заслали і що до 1895 в Нижньому Гасі значиться 15 будинків з 57 чоловіками і 43 жінками; у Верхньому Гасі 11 будинків з 40 чоловіками та 33 жінками, а Шиляги зовсім не фіксується.
Зберігся арабомовний опис повстання від невідомого автора того періоду:
|  | Це повідомлення про прибуття війська невірних в область (вілайат) Кайтаг і взяття невірними з мусульман, тобто з населення Кайтага, Урчамула і Шурканта, безлічі мужів і повішення з них Іси ал-Карталі, Мірзи ал-Машадді і Мірзаалі ал-Джибахні. Залишалися їхні війська в гарацанській місцевості тринадцять днів. Цих мужів відправили в Дербент, і вони залишалися там рік. Потім відправили декого з тих мужів додому, декого в Сибір. Потім повернулися з Сибіру один за одним з плином часу, а деякі з них залишилися там [через] смерть. І все. Сталася ця подія в 1283 році [за хіджрою]. Повернувся Алі син Кусімухаммада з Сибіру під час зими 1289 року. |